# Jernej Kopitar
Pour les articles homonymes, voir Kopitar.
Jernej Kopitar, né le 21 août 1780 à Repnje, près de Vodice, et mort le 11 août 1844 à Vienne, est un linguiste et philologue slovène.
Il publie en 1808 la première grammaire de la langue slovène nommée « Grammaire de la langue slave en Carniole, Carinthie et Styrie » (en allemand, Grammatik der slavischen Sprache in Krain, Karnten und Steyemark).
Il est inhumé au cimetière de Navje (anciennement cimetière Saint-Christophe) à Ljubljana.